# Rījāb
Rījāw (Kurdiska: ڕێژاو، persiska: ریژاو) är en ort i Iran.   Den ligger i provinsen Kermanshah, i den västra delen av landet, 500 km väster om huvudstaden Teheran. Rījāb ligger 973 meter över havet och antalet invånare är 800.
Terrängen runt Rījāb är huvudsakligen kuperad, men norrut är den bergig. Runt Rījāb är det ganska tätbefolkat, med 60 invånare per kvadratkilometer. Närmaste större samhälle är Sarpol-e Z̄ahāb, 11,5 km väster om Rījāb. Omgivningarna runt Rījāb är i huvudsak ett öppet busklandskap.